# Pseudosida bidentata
Pseudosida bidentata är en kräftdjursart som beskrevs av Herrick 1884. Pseudosida bidentata ingår i släktet Pseudosida och familjen Sididae. Inga underarter finns listade i Catalogue of Life.